# Grobnica Karla III. Navarskog
Monumentalna grobnica Karla III. Navarskog nalazi se u katedrali u Pamploni, Navara. Grobnica – gotički spomenik – datira iz 15. stoljeća. Tu su pokopani Karlo III. Plemeniti i njegova supruga Leonora.
Dizajn grobnice inspiriran je grobnicom Karla V. Mudrog, kralja Francuske.
Karlo III. Plemeniti bio je vladar Kraljevine Navare, a oženio se infantom Leonorom Kastiljskom. Leonora je umrla prije svog muža, premda nije jasno koje godine. 
Grobnica prikazuje Karla i Leonoru u molitvi, spominjući Karla Navarskog kao potomka francuskoga kralja Luja Svetog; Karlo je spomenut kao „IIII.“ (IV.).